# Kościół Najświętszej Maryi Panny Wniebowziętej w Lesznie
Kościół Najświętszej Maryi Panny Wniebowziętej w Lesznie – rzymskokatolicki Kościół parafialny mieszczący się w Lesznie, przy ulicy Czarnoleskiej, w dzielnicy Zaborowo.

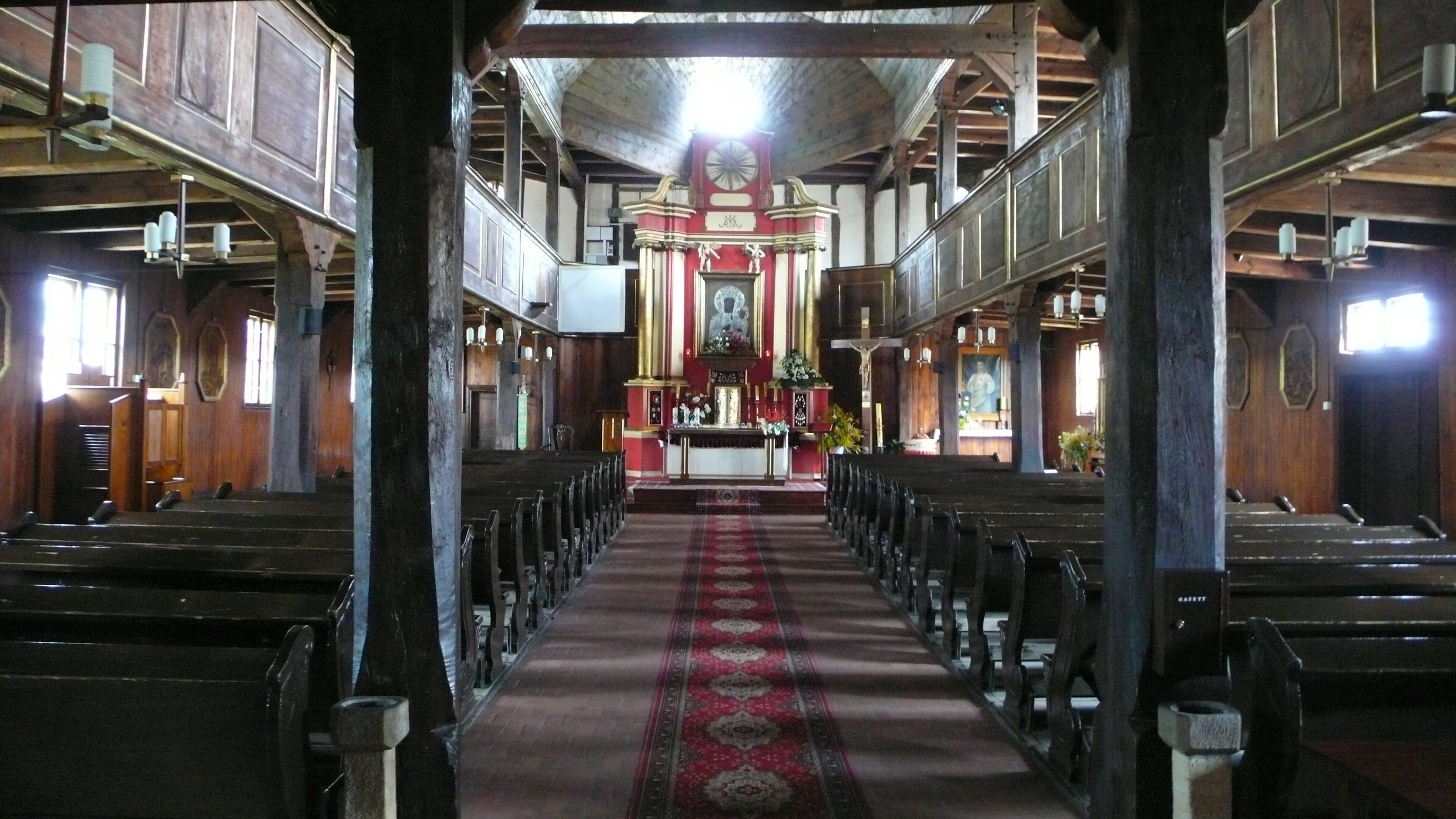
Wnętrze świątyni

Zbudowany w połowie XVII wieku konstrukcji szkieletowej. Gruntownie restaurowany w latach 1795, 1868 i 1950. Pierwotnie zbudowany jako zbór kalwiński. Od 1946 - rzymskokatolicki. Od 1974 samodzielny kościół parafialny.